# غمزة أوزتشليك
غمزة أوزتشَليك (بالتركية: Gamze Özçelik)‏ هي ممثلة وعارضة أزياء ومذيعة تركية ولدت في يوم 26 أغسطس 1982 في إسطنبول في تركيا لعائلة تركية يونانية الأصل مهاجرة من تسالونيك في اليونان، بدأت التمثيل في سنة 1998 وفي سنة 2000 نافست على لقب ملكة جمال تركيا وحصلت على لقب الوصيفة الأولى، تزوجت في سنة 2008 من الممثل أوغور بكتاش وأنجبت منه ابنها الوحيد مرادخان في 2010 قبل أن تنفصل عن زوجها في 2011.

## روابط خارجية
- غمزة أوزتشليك على موقع IMDb (الإنجليزية)
- غمزة أوزتشليك على موقع قاعدة بيانات الفيلم (الإنجليزية)